# Soul On Board

Soul On Board est le premier album solo de Curt Smith sorti en 1993 à la suite de son départ de Tears for Fears. Ironiquement, ce disque est en fait la réponse de Smith à Orzabal qui le critiquait sévèrement dans Elemental, sorti quelques mois avant sous le nom de Tears For Fears.

## Titres
1. « Soul On Board » (5:13)
2. « Calling Out » (6:06)
3. « Beautiful To Me » (6:20)
4. « Wonder Child » (4:08)
5. « Words » (4:24)
6. « I Will Be There » (4:45)
7. « No One Knows Your Name » (5:47)
8. « Rain » (4:07)
9. « Come The Revolution » (4:13)
10. « Still In Love With You » (6:45)

## Personnel
- Curt Smith : Chant, chœurs, basse, guitare
- Martin Page : Basse, claviers, chœurs
- Jeff Bova : Claviers
- Kim Bullard : Claviers
- Kevin Deane : Claviers
- Billy Livsey : Claviers, chœurs
- Neil Taylor : Guitares, chœurs
- Colin Woore : Guitare
- Steve Ferrone : Batterie
- Paulinho Da Costa : Percussions
- Richard Sortomme : Cordes
- Peter Cox, Siedah Garrett, Franne Golde, Jean McClain : Chœurs

## Production
- Curt Smith, Martin Page, Kevin Deane, Chris Kimsey : Production
- Martin Page, Chris Kimsey, Jeff Graham, Mick Guzauski, Paul Logus, Jeff Lorenzen, Paul Orofino, Ed Thacker : Ingénieurs
- Mick Guzauski : Mixing
- Scott Hull : Mastering
- Michael Bays : Direction, design
- Frank Ockenfels : Photographie